# Crazy Story
«Crazy Story» — дебютный сингл американского рэпера King Von, выпущенный 6 декабря 2018 года на лейблах Only the Family и Empire Distribution. Это одна из его самых популярных песен, было выпущено ещё две части. Все три трека появились на дебютном микстейпе Grandson, Vol. 1 (2019).

## Описание
В песне King Von поёт о своей жизни в Чикаго. «Crazy Story» получил в основном положительные оценки. Альфонс Пьер из Pitchfork похвалил сторителлинг King Von.

## Ремикс
Официальный ремикс был выпущен 3 мая 2019 года под названием «Crazy Story 2.0» и содержит гостевое участие от Lil Durk.

## Чарты

### Crazy Story 2.0
| Чарт (2020)                           | Высшая позиция |
| ------------------------------------- | -------------- |
| Мир (Billboard Global 200)            | 178            |
| США (Billboard Hot 100)               | 81             |
| США (Billboard Hot R&B/Hip-Hop Songs) | 32             |

## Сертификации
| Регион                                                                      | Сертификация | Продажи   |
| --------------------------------------------------------------------------- | ------------ | --------- |
| США (RIAA)                                                                  | Платиновый   | 1 000 000 |
| Данные о продажах + прослушиваниях приведены только на основе сертификации. |              |           |